# Abdul Azim
Haji Abdul Azim (29 juillet 1982 à Bandar Seri Begawan-24 octobre 2020 à Jerudong) est le deuxième fils du sultan de Brunei Hassanal Bolkiah.

## Biographie
Abdul Azim est le fils de Hassanal Bolkiah et de sa deuxième épouse Mariam Abdul Aziz. C'est le sixième enfant et le deuxième fils du sultan multimilliardaire. Il passe au lycée Raffles Institution de Singapour et à l'Oxford Brookes University.
La richesse de sa famille lui permet d'intégrer la jet-set. Il organise en 2009 une grande fête dans un hôtel que possède sa mère, Stapleford Park dans le Leicestershire, avec parmi les invités Janet Jackson, Mariah Carey, Sophia Loren. En 2012, il fête son trentième anniversaire au Dorchester Hotel avec entre autres Raquel Welch, Marisa Tomei et Pamela Anderson.
Il est aussi connu pour ses actions de parrainage auprès de l'association caritative Make-A-Wish et de galas de charité concernant l'autisme.

### Producteur de cinéma
En tant que producteur de cinéma, il a coproduit au sein de Daryl Prince Productions les films Le Second Souffle (2014), dont le personnage principal souffre de sclérose latérale amyotrophique, le thriller Dark Places (2015) et The Happy Prince (2018) sur Oscar Wilde,. 
En 2014, son absence lors de la promotion du film Le Second Souffle au festival de Cannes est remarquée, et associée à l'appel au boycott par les vedettes de Hollywood des hôtels de la famille royale de Brunei, en raison de l'institution par son père de la charia punissant l'homosexualité de mort par lapidation.

### Outing
En 2019, il crée la polémique en soutenant la politique de son père le sultan Hassanal Bolkiah, qui venait de rétablir la charia à Brunei, comprenant la peine de mort pour homosexualité.
Le blogueur américain Perez Hilton révèle alors l'homosexualité d'Abdul Azim dans une vidéo sur Youtube. Abdul Azim a répondu directement à Perez Hilton par courrier électronique que cela ne le dérangeait pas d'être outé mais qu'il craignait que cela blesse quelques personnes dans la communauté.

### Décès
Il meurt le 24 octobre 2020. Il est inhumé au mausolée de la famille royale le jour même et une semaine de deuil national est décrétée en son honneur. Les causes de sa mort ne sont pas indiquées officiellement, mais son jeune frère Abdul Mateen a confié sur Instagram qu'Abdul Azim était mort d'une vascularite systémique sévère, une maladie auto-immune dont il souffrait depuis des années, ainsi que de trouble bipolaire. La présidente de la république de Singapour, Halimah Yacob, et le Premier ministre de Malaisie, Muhyiddin Yassin, ont adressé leurs condoléances publiques au sultanat, ainsi que le roi du Maroc, Mohammed VI.
Son frère Abdul Mateen produit un documentaire en son hommage, intitulé Prince Azim – Son of the Arts, présenté en 2022, et dont les revenus seront reversés à des organismes caritatifs dédiés aux enfants.